# Iapygia (Gradfeld)
Das Iapygia-Gradfeld gehört zu den 30 Gradfeldern des Mars. Sie wurden durch die United States Geological Survey (USGS) festgelegt. Die Nummer ist MC-21, das Gradfeld umfasst das Gebiet von 270° bis 315° westlicher Länge und von −30° bis 0° südlicher Breite.
Der Name leitet sich von einer antiken Bezeichnung für Apulien, das Land der Japyger, ab.

## Geografie
Teile von Tyrrhena Terra und Terra Sabaea liegen im Bereich von Iapygia. Der größte Einschlagkrater ist Huygens; eine interessante Erscheinung sind Dykes. In der Nähe des Kraters Huygens, insbesondere im Süden, sind Überreste von Dykes zu finden, sie befanden sich früher unter Oberfläche, sind jetzt aber erodiert. An vielen Orten ist eine deutliche Schichtbildung zu erkennen. Es gibt verschiedene Einschlagkrater, wie z. B. Huygens-Krater, Meteor-Krater und den Winslows-Krater. Teilweise ist in ihnen die Schichtbildung deutlich zu erkennen.